# 動物園 (落語)
『動物園』（どうぶつえん）は落語の演目の一つ。『動物園の虎』『虎の見世物』『ライオン』『ライオンの見世物』とも。
原話は外国に広まるジョークで、上方の2代目桂文之助が落語に仕立てた。近年の上方では桂雀々や2代目桂南天等が演じている。東京でも演じられる。
日本人でなくとも理解しやすい題材のため、2代目桂枝雀によって英語に、笑福亭銀瓶によって韓国語に、3代目桂歌之助によってイタリア語にそれぞれ訳されて口演されている。

## あらすじ
朝が弱く、力仕事が苦手で、口下手なため、仕事勤めが続かない男。ある日、ぴったりの仕事を世話してもらうことになった。午前10時出勤でよく、何も持たないでよく、しゃべる必要もなく、昼食・昼寝付き1日1万円だという。好条件に飛びついて紹介状を受け取った男が着いた現場は、なんと移動動物園。
移動動物園の園長は男に、虎の皮を渡した。目玉展示の動物である虎が死んでしまったため、残った毛皮をかぶって虎になりすませ、という。早速毛皮をかぶった男は虎の檻に入れられ、園長に虎の歩き方を教わった。園長は、前足の方向と逆に頭を向けると虎らしく見えるといい、男の前でやってみせる。
開園時間になり、多くの観客が虎の檻にやって来た。空腹だった男は、子供客の持っているパンほしさに思わず「パンくれ」とつぶやいてしまう。それを聞いた子供にパンを投げ込んでもらうが、四つんばいの姿勢なのでうまく食べることができない。仕方なく手でつかむが、とうとう子供に不審がられた。男はうなり声をあげて子供を泣かせ、なんとかごまかした。
空腹が極まり、タバコも吸えず、難渋する男。そんな中、動物園のアナウンスが「虎とライオンの猛獣ショー」の開催を告げた。男は事前に説明を受けなかったので、慌てふためいた。虎の檻の中にライオンが放たれて、男はパニックに陥った。ライオンはうなり声を上げながら男の耳元に近づいて、「心配するな、わしも1万円で雇われたんや」。

## バリエーション
- 男がライオンになりすまし、虎がやってくる、という演じ方もある（2代目桂三木助など）。

- 園長の名前には主に「池田」「長谷川」「前田」がある。それぞれ桂文蝶、5代目桂文枝、2代目桂枝雀の本名である。他に「木村」など。

- 最後にライオンが、「心配するな、園長の○○や」と言うサゲもある。この場合は、男が虎の歩き方を教わる際「あんた、うまいな。あんたが虎をやりいな」と園長をほめるシーンが伏線になっている。
- 祝々亭舶伝は、口演中に「虎」を「象」と間違えてしまい、途中で気がついたがそのままサゲまで演じ、かえって大受けするほどの出来ばえとなった。その凄さは次に出る桂枝雀が、高座に上がれなくなるほどであった。